# 克里斯托爾湖 (伊利諾伊州)
克里斯托爾湖（英語：Crystal Lake）是一個位於美國伊利諾伊州麥克亨利縣的城市。

## 地理
克里斯托爾湖的座標為42°13′35″N 88°20′08″W / 42.22639°N 88.33556°W，而該地的平均海拔高度為287米（即942英尺）。

## 人口
根據2010年美國人口普查的數據，克里斯托爾湖的面積為51.85平方千米，當中陸地面積為50.27平方千米，而水域面積為1.58平方千米。當地共有人口40743人，而人口密度為每平方千米785.79人。